# Inflación monetaria
La inflación monetaria es un aumento sostenido de la masa monetaria de un país (o zona monetaria). Dependiendo de muchos factores, especialmente de las expectativas del público, del estado y desarrollo fundamentales de la economía y del mecanismo de transmisión, es probable que dé lugar a una inflación de precios, que suele denominarse simplemente "inflación", o sea, una subida del nivel general de precios de bienes y servicios.
Existe un acuerdo general entre economistas sobre la existencia de una relación causal entre la inflación monetaria y la inflación de precios. Pero no existe una opinión común sobre los mecanismos y relaciones teóricas exactas, ni sobre cómo medirla con precisión. Además, esta relación cambia constantemente, dentro de un sistema económico complejo más amplio. Así que hay un gran debate sobre las cuestiones implicadas, como la forma de medir la base monetaria y la inflación de precios, cómo medir el efecto de las expectativas del público, cómo juzgar el efecto de las innovaciones financieras en los mecanismos de transmisión y en qué medida afectan a la relación factores como la velocidad de circulación del dinero. Así pues, existen diferentes opiniones sobre cuáles podrían ser los mejores objetivos e instrumentos de política monetaria.

## Consensos generales
Existe un consenso general sobre la importancia y la responsabilidad de los bancos centrales y las autoridades monetarias a la hora de crear expectativas públicas sobre la inflación de los precios y de intentar ajustarla.
- Los economistas keynesianos creen que el banco central puede evaluar suficientemente las variables y circunstancias económicas detalladas en tiempo real para ajustar la política monetaria con el fin de estabilizar el producto interior bruto. Estos economistas son partidarios de políticas monetarias que intenten equilibrar los altibajos de los ciclos económicos y las perturbaciones económicas de forma precisa.
- Los seguidores de la escuela monetarista piensan que las políticas monetarias de estilo keynesiano producen muchos excesos, errores de desfase y otros efectos no deseados, que suelen empeorar aún más las cosas. Dudan de la capacidad de los bancos centrales para analizar los problemas económicos en tiempo real y de su capacidad para influir en la economía con el calendario correcto y las medidas de política monetaria adecuadas. Los monetaristas abogan por una política monetaria menos intrusiva y compleja, concretamente una tasa de crecimiento constante de la masa monetaria.
- Algunos seguidores de la escuela austriaca de economía consideran que la inflación monetaria es "inflación" y abogan por la vuelta a los mercados libres de dinero, lo que se denomina banca libre, o por un patrón oro al 100% y la abolición de los bancos centrales para controlar este problema.

Actualmente, la mayoría de los bancos centrales siguen un enfoque monetarista o keynesiano, o más a menudo una mezcla de ambos. Existe una tendencia de los bancos centrales de utilizar una estrategia de inflación objetivo.

## Teoría cuantitativa del dinero
La explicación monetarista de la inflación opera a través de la Teoría cuantitativa del dinero, 
{\displaystyle T\cdot Q=M\cdot V}
donde:
M, masa monetaria
V, velocidad de circulación del dinero
T, nivel de precios
Q, total de transacciones o producción
Como los monetaristas suponen que V y Q están determinados, a largo plazo, por variables reales, como la capacidad productiva de la economía, existe una relación directa entre el crecimiento de la oferta monetaria y la inflación.
A continuación se examinan los mecanismos por los que el exceso de dinero puede traducirse en inflación. Los particulares también pueden gastar sus saldos monetarios excedentarios directamente en bienes y servicios. Esto tiene un impacto directo sobre la inflación al aumentar la demanda agregada. Además, el aumento de la demanda de mano de obra resultante de una mayor demanda de bienes y servicios provocará un aumento de los salarios monetarios y los costes laborales unitarios. Cuanto más inelástica sea la oferta agregada en la economía, mayor será el impacto sobre la inflación.
El aumento de la demanda de bienes y servicios puede provocar un aumento de las importaciones. Aunque esta fuga de la economía nacional reduce la oferta monetaria, también aumenta la oferta de dinero en los mercados internacionales, ejerciendo así una presión a la baja sobre el tipo de cambio. Esto puede causar inflación importada.

## Teoría monetaria moderna
La teoría monetaria moderna, como todas las derivadas de la escuela chartalista, hace hincapié en que en las naciones con soberanía monetaria, un país siempre es capaz de devolver las deudas denominadas en su propia moneda. Sin embargo, en los sistemas monetarios actuales, la oferta de dinero se determina en gran medida de forma endógena. Pero factores exógenos como los superávits y déficits públicos desempeñan un papel y permiten al gobierno fijar objetivos de inflación. Sin embargo, los partidarios de esta escuela señalan que la inflación monetaria y la inflación de precios son distintas, y que cuando hay capacidad ociosa, la inflación monetaria puede causar un impulso en la demanda agregada que puede, hasta cierto punto, compensar la inflación de precios.

## Punto de vista de la escuela austriaca
La escuela austriaca sostiene que la inflación es todo aumento de la oferta monetaria (es decir, de las unidades monetarias o medios de cambio) que no va acompañado de un aumento de la demanda de dinero, o como expresaba Ludwig von Mises:

En la investigación teórica sólo hay un significado que pueda atribuirse racionalmente a la expresión inflación: un aumento de la cantidad de dinero (en el sentido más amplio del término, para incluir también los medios fiduciarios), que no se ve compensado por un aumento correspondiente de la necesidad de dinero (de nuevo en el sentido más amplio del término), de modo que debe producirse una caída del valor de cambio objetivo del dinero.

Dado que todas las grandes economías cuentan con un banco central que respalda el sistema bancario privado, el dinero puede suministrarse a estas economías por medio del crédito bancario (o deuda). Los economistas de la escuela austriaca creen que el crecimiento del crédito propaga los ciclos económicos (véase Teoría austriaca del ciclo económico).